# Ewa Lipska
Ewa Lipska (Cracovia, 8 de octubre de 1945) es una poeta polaca de la generación de la "Nueva Ola" polaca. Su obra poética ha sido traducida al inglés, italiano, español, checo, danés, holandés, alemán, alemán,  español y húngaro.
Ewa Lipska vive entre Viena y Cracovia . 
El Instituto Adam Mickiewicz comenta: "Si bien su poesía puede tener algunas conexiones con la política, siempre documenta experiencias personales concretas, sin alcanzar grandes generalizaciones. Al desenmascarar el lenguaje de la propaganda, su poesía, también, pone de manifiesto las debilidades del lenguaje, en general, como instrumento de percepción y comunicación humana ".

## Libros

### Poesía
- 1967 : Wiersze, ("Poemas"); Varsovia: Czytelnik
- 1970 : Drugi wybor wierszy, ("Segunda colección de poemas"); Varsovia: Czytelnik
- 1972 : Trzeci wybor wierszy, ("Tercera colección de poemas"); Varsovia: Czytelnik
- 1974 : Czwarty wybor wierszy, ("Cuarta colección de poemas"); Varsovia: Czytelnik
- 1978 : Piaty wybor wierszy, ("Quinta colección de poemas"); Varsovia: Czytelnik
- 1979 : Dom spokojnej młodości ("Un hogar para la juventud"), poemas seleccionados, Cracovia: Wydawnictwo literackie
- 1979 : Zywa smierc, ("Muerte viva"); Cracovia: Wydawnictwo literackie
- 1981 : Poezje wybrane ("Poemas seleccionados"), Warszawa: LSW
- 1982 : Nie o śmierć tutaj chodzi, lecz o biały kordonek ("La muerte no está en juego, sino el cordón blanco"), poemas seleccionados, Cracovia: Wydawnictwo literackie
- 1985 : Przechowalnia ciemnosci, ("Almacenamiento para la oscuridad"); Varsovia: Przedswit / Warszawska Oficyna Poetow i Malarzy
- 1986 : Utwory wybrane ("Obra seleccionada"), Cracovia: Wydawnictwo literackie
- 1990 : Strefa ograniczonego postoju, ("Zona de pie limitada"); Varsovia: Czytelnik
- 1993 : Wakacje mizantropa. Utwory wybrane ("Misanthrope Holidays: Selected Work"), Cracovia: Wydawnictwo literackie
- 1994 : Stypendisci czasu, ("Ganadores de la beca de Time"); Breslavia: Wydawnictwo Dolnoslaskie
- 1996 : Wspólnicy zielonego wiatraczka. Lekcja literatury z Krzysztofem Lisowskim ("Socios del fanático verde: lección de literatura con Krzysztofem Lisowskim"), poemas seleccionados, Cracovia: Wydawnictwo literackie
- 1997 : Ludzie dla poczatkujacych, ("Personas para principiantes"); Poznan: a5
- 1998 : Godziny poza godzinami ("Horas más allá de las horas"), poemas seleccionados, Varsovia: PIW
- 1998 : Życie zastępcze, Cracovia: Wydawnictwo literackie
- 1999 : 1999, Cracovia: Wydawnictwo literackie

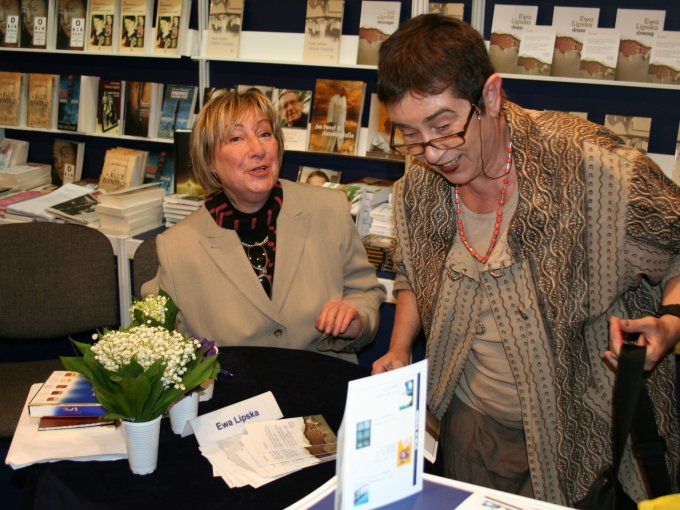
Ewa Lipska (izquierda) en la Feria Internacional del Libro de Varsovia, 2006

- Ewa Lipska (izquierda) en la Feria Internacional del Libro de Varsovia, 2006 2001 : Sklepy zoologiczne, ("Tiendas de mascotas"); Cracovia: Wydawnictwo literackie
- 2002 : Uwaga: stopień, Cracovia: Wydawnictwo literackie
- 2003 : Ja ("I"); Cracovia: Wydawnictwo literackie
- 2004 : Gdzie indziej, ("En otro lugar"); Cracovia: Wydawnictwo literackie
- 2006 : Drzazga, Cracovia: Wydawnictwo literackie
- 2007 : Pomarańcza Newtona, ("La naranja de Newton"); Cracovia: Wydawnictwo literackie

### Prosa
- 2009 : Sefer, Cracovia: Wydawnictwo Literackie

### Otros
- 2018: Boli tylko, gdy się śmieję. . . Listy i rozmowy , Stanisław Lem, Ewa Lipska, Tomasz Lem, ebook, 2018, ISBN 978-83-08-06692-8   , Wydawnictwo Literackie
De la descripción del libro: ". . . Contiene registros de conversaciones que Ewa Lipska y el escritor Stanisław Lem tuvieron a principios del siglo XXI, así como las cartas que Ewa Lipska intercambió con el hijo de Stanisław Lem cuando se retiró en los Estados Unidos. El libro está ilustrado con numerosas fotos ".

## Traducciones seleccionadas de poesía de Ewa Lipska
- (Inglés) Poeta? ¿Delincuente? ¿Loco? ( Poemas ) Londres-Boston: Forest Books, 1991.
- (Francés) Poemas. Deux poétesses Polonesas contemporáneas: Ewa Lipska y Wislawa Szymborska. Mundolsheim: L'Ancrier, 1996.
- (Alemán) Auf den dächern der mausoleen. Gedichte Berlín: Oberbaum, 1983.
- (Alemán) Meine zeit. Mein lieb. Mein leben Geditchte Salzburgo, Viena: Residenz, 1990.
- (Danés) En misantrops ferie. Aarhus: Husets, 1990.
- (Inglés) El nuevo siglo. Evanston: Northwestern University Press, 2009
- (Español) La astilla. La naranja de Newton Ediciones TREA, 2010. ISBN 978-84-9704-497-4
- (Holandés) Beste mevrouw Schubert, Gent, Poëziecentrum, 2015. ISBN 978-90-5655-186-5
- (Italiano) Il lettore di impronte digitali, Roma: Donzelli, 2017.